# Lehtosaari (ö i Södra Savolax, Pieksämäki, lat 62,26, long 27,93)
Lehtosaari är en ö i Finland. Den ligger i sjön Haukivesi och i kommunen Jorois i den ekonomiska regionen  Pieksämäki ekonomiska region  och landskapet Södra Savolax, i den sydöstra delen av landet, 280 km nordost om huvudstaden Helsingfors. Öns area är 4,1 hektar och dess största längd är 380 meter i sydöst-nordvästlig riktning.